# Časosběr

Časosběrná fotografie rozvíjejícího se květu

Broskev

Dionaea muscipula

Časosběr ve filmu nebo časosběrná fotografie (zrychlená fotografie), anglicky time-lapse, patří do skupiny tvůrčích postupů, které umožňují zaznamenávat události tak, že snímková frekvence záznamu je mnohem nižší než snímková frekvence při přehrávání. Zabývá fotografickým záznamem příliš pomalých pohybů pro lidské vnímání. Cílem je „rozběhnout“ pohyb složením jednotlivých jeho fází, aby byl pozorovatelný pro lidské oko. Jedná se o záběry pořízené v (relativně) dlouhých časových intervalech a jejich zobrazení ve zrychleném tempu. Jinak řečeno – záznam se provádí frekvencí například jeden snímek za minutu, ale poté se přehrává 25 snímků za sekundu. Tímto postupem je možné zaznamenat i poměrně dlouhé časové úseky (běžně v řádu hodin, dnů, týdnů i měsíců) a přehrát je během několika desítek sekund a v principu tím zobrazení časových událostí zrychlíme. V zásadě jde tedy o techniku užívanou v kinematografii či fotografii.

## Popis
Vlastní snímání může být fotografické nebo pomocí videa či filmu. Časosběrná fotografie se často plete s klasickou animací, při které se využívá také fázované snímkování, ovšem bez závislosti na čase akce; čas mezi záběry může být nelineárně různý, to znamená že nezáleží na tom, aby jednotlivé snímky byly snímané v nějaké časové souvislosti, záleží jen na změnách scény, nikoliv na intervalu mezi záběry. Při snímání časosběrů reálných událostí (událostí v reálném čase) by takové snímání vedlo k naprosto nepoužitelným trhavým záběrům bez plynulosti pohybů a zobrazení vývoje v času. Opakem časosběrného snímání jsou techniky snímání vysokou rychlostí, vysokorychlostní fotografie, kde se při přehrávání normální rychlostí dosáhne zpomalení času tím více, čím vyšší snímkovou frekvencí se snímá.
Běžně se časosběrné techniky používají pro tyto oblasti:
- záběry vývoje oblačnosti
- růst rostlin a pohyby květů
- stavby všeho druhu (konstrukce budov, pódií, tvorba uměleckých děl)
- pohyby automobilů nebo lidí ve městech
- pohyby nebeských těles
- záběry zachycující hru světel a stínů

## Historie
Za první časosběrný film je považovaný krátkometrážní snímek Georgese Mélièse Carrefour de l'opéra z roku 1897. Méliès využíval možnosti nového vynálezu bratří Lumièrových pro tvorbu filmových triků. Některé z jeho filmových postupů se používají dodnes. Řada dalších tvůrců počátku 20. století už využívala časosběrné snímání již docela běžně (např. Arnold Fanck ve dvacátých letech).
Významný vědecký přínos v technice časosběrné fotografie učinil rusko-americký vědec, biolog a fotograf Roman Višniak.
Časosběr zažívá svůj návrat i v době digitálních fotoaparátů – a to zejména s příchodem přístrojů, které umožňují využívat vysoké citlivosti snímače bez degradujícího nárůstu šumu, s rozvojem možností externího řízení závěrek a především s příchodem dostupných zařízení, která umožňují programovatelný posun či otáčení v jedné, dvou nebo třech osách během snímání. Mezi tyto zařízení patří profesionální přístroje z kategorie „motion control“, především ale nově i motoricky ovládané časosběrné jízdy dolly, panoramatické hlavy a časosběrné kamerové jeřáby. Díky těmto zařízením a novým možnostem externích ovladačů snímkování a řízení expozice (intervalometry a vějířové expoziční kontroléry) je možné poměrně nudné časosběrné záběry posunout do nové úrovně: pohyb kamery v jedné nebo více osách v čase nemusí korespondovat s časovým tokem snímané události. To znamená, že je možné snímat určitou událost (akci) tak, aby byla ve výsledku přehrávaná např. 20x rychleji, a při tom posunout kameru o 2 metry v určitém směru a otočit kamerou o 20° v horizontální a 15° ve vertikální rovině (tzv. scoping). Díky těmto sekundárním pohybům se oko diváka neunaví a i delší záběry ho nenudí.
V extrémních aplikacích je možné vytvořit záběry se změnou stanoviště kamery (posun) o desítky nebo i stovky metrů během snímání např. několikahodinové scény – např. obejít celou budovu, přejít prostranství apod. – nebo snímkovat s posunem v řádu desítek milimetrů při časosběrech s makrofotografií – např. průjezd trávou či květinami. Časosběrné snímání je možné i z pohybujících se dopravních prostředků, běžně například z aut nebo lodí (a v poslední době se objevují i časosběrné záběry z balonů, vzducholodí, letadel nebo vrtulníků).

Přehrávání pořízených snímků je v tomto případě 4× rychlejší než jejich fotografování

Integrací speciálního zařízení mezi intervalometr – zařízení, které ovládá čas snímkování resp. interval mezi snímky – a kameru je možné ovládat plynulé změny expozice v čase, např. kompenzovat nižší expoziční pružnost digitálního snímače při změnách osvětlení (typicky změny světla během dne a po západu slunce), a to tak, aby nedocházelo k „blikání“ výsledného videa (tzv. flickering).
Aplikací speciálních postupů při zpracování stovek nebo tisíců snímků (workflow) je možné kompenzovat nepřesnosti při zaskakování integrovaných clon moderních objektivů (clona se při snímkování opakovaně otevírá a zavírá na nastavenou hodnotu ale ne s absolutní přesností, takže jednotlivé záběry jsou vůči sobě nepatrně expozičně posunuté, což při přehrávání způsobuje nepříjemné efekty viditelné v obraze) a také stabilizaci v případě nelineárních snímacích technik nebo natáčení z pohyblivých prostředků.